# Françoise Banat-Berger
Pour les articles homonymes, voir Banat et Berger.
Françoise Banat-Berger, née Banat le 25 novembre 1962 à Foix (Ariège), est une haute fonctionnaire et archiviste française.
Archiviste paléographe et conservatrice générale du patrimoine, elle est directrice du Service interministériel des archives de France du 11 février 2019 au 31 janvier 2025, après avoir dirigé les Archives nationales du 19 septembre 2014 au 10 février 2019.

## Biographie

### Formation
Françoise Banat-Lacombe est admise cinquième sur vingt-deux à l'École nationale des chartes à l'issue du concours d'entrée de 1983. Elle y obtient le diplôme d'archiviste paléographe en 1987 après avoir soutenu une thèse d'établissement intitulée La réalité pénitentiaire perçue au travers de trois maisons centrales (Melun, Poissy, Eysses) durant la première moitié du XIXe siècle.

### Carrière professionnelle
Elle est nommée conservatrice aux Archives de Paris le 1er août 1987. Le 1er avril 1995, elle est nommée chef du service des archives au ministère de la Justice. Elle y travaille notamment sur l'évolution de droit de la preuve dans l'environnement numérique et sur les questions d'archivage numérique. Elle est promue conservatrice générale en 2002.
Le 17 mars 2004, elle est nommée chef du département de l'innovation technologique et de la normalisation à la direction des Archives de France, puis sous-directrice de la politique interministérielle et territoriale pour les archives traditionnelles et numériques le 13 janvier 2010.
Elle est professeur associé en archivistique contemporaine à l'École nationale des chartes de 2011 à 2014, chargée de cours liés aux archives numériques.
Elle est nommée en 2014 directrice des Archives nationales.
Par arrêté ministériel du 11 février 2019, Françoise Banat-Berger prend la tête du Service interministériel des archives de France, au ministère de la culture, pour une durée de 3 ans. Prolongée pour trois nouvelles années en 2022, elle prend sa retraite le 31 janvier 2025.

## Décorations
- Chevalier de la Légion d'honneur Elle est faite chevalier le 3 avril 2015[14] pour ses 28 ans de services.
- Officier de l'ordre national du Mérite Elle est promue au grade d'officier [15] le 20 juin 2022 après avoir été nommée chevalier le 14 mai 2003[16] pour ses 16 ans de services civils.
- Officier de l'ordre des Arts et des Lettres Elle est promue au grade d’officier le 9 juillet 2014[17] (chevalier en 2008[18]).

## Publications

### Ouvrages
- Françoise Banat-Berger, Laurent Duplouy et Claude Huc, L'archivage numérique à long terme : Les débuts de la maturité ?, Paris, La Documentation Française, coll. « Manuels et guides pratiques », 2009, 284 p. (ISBN 978-2-11-006942-9).

### Articles de revue
- Françoise Banat-Berger, « Mutualisation versus fusion. Approches comparées », I2D – Information, données & documents, vol. 52,‎ mars 2015, p. 50-52 (DOI https://doi.org/10.3917/i2d.153.0050)
- Françoise Banat-Berger, « De l’écrit à internet : comment archive-t-on l’immatériel ? », Pouvoirs, vol. 153,‎ février 2015, p. 109-124 (DOI https://doi.org/10.3917/pouv.153.0109)
- Françoise Banat-Berger, «Un métier à part entière, l'archiviste un généraliste de l'information » : qu'en est-il en 2012 dans le nouvel environnement numérique?, In: La Gazette des archives, n°226, 2012-2. Gérard Naud, un archiviste de notre temps. pp. 117–126 (doi https://doi.org/10.3406/gazar.2012.4901)